# 李景夏
李景夏（韓語：이경하，1811年—1891年），字汝會。朝鲜王朝宪宗之母神貞王后趙氏的姻親，原為豐壤趙氏的得力部將。諡號襄肅。

## 生平
朝鲜高宗繼位後受到兴宣大院君的重用，用狠毒的手段迫使大院君的政敵們一一屈服。大院君成為「大老」後失去了利用價值，遂轉而投靠驪興閔氏，幫助閔妃擊退大院君的勢力，掌握了重權。「壬午軍亂」時被高宗罷免，遭流放。「甲申政變」時因其子李范晉營救王室有功，結束流亡生涯。
1866年处理丙寅邪獄，捕杀天主教徒，人称「駱洞閻魔」。

## 相關戲劇
- 《明成皇后》，由金周榮飾李景夏